# Cumuapa 1ra. Sección
Cumuapa 1ra. Sección är en ort i Mexiko.   Den ligger i kommunen Cunduacán och delstaten Tabasco, i den sydöstra delen av landet, 700 km öster om huvudstaden Mexico City. Cumuapa 1ra. Sección ligger 17 meter över havet och antalet invånare är 2 128.
Terrängen runt Cumuapa 1ra. Sección är mycket platt. Runt Cumuapa 1ra. Sección är det tätbefolkat, med 442 invånare per kvadratkilometer. Närmaste större samhälle är Cunduacán, 9,7 km norr om Cumuapa 1ra. Sección. Trakten runt Cumuapa 1ra. Sección består till största delen av jordbruksmark.